# Ferhan en Ferzan Önder
Ferhan Önder en Ferzan Önder (Tokat, 2 oktober 1965) zijn Turks-Oostenrijkse eeneiige tweelingen en pianisten. De zussen treden meestal op in duet.

## Biografie
Ferhan en Ferzan Önder zeggen dat ze zijn geboren in een klein dorpje in het noorden van Turkije. Nadat hun oudere broer muziek begon te studeren aan het Conservatorium van Ankara, verhuisde het gezin naar Ankara. De tweelingzussen begonnen op 10-jarige leeftijd met pianospelen en kregen vanaf het begin les als pianoduo. Op 14-jarige leeftijd wonnen ze een speciale juryprijs op het Concorso Pianistico Internazionale Alessandro Casagrande in Terni, Italië. Ze studeerden eerst aan de Universiteit van Hacettepe in Ankara en vanaf 1985 aan de Universität für Musik und darstellende Kunst Wien in Wenen in de masterclasses van Noel Flores en Paul Badura-Skoda.
Het duo is bekend door concertreizen over de hele wereld en regelmatige optredens met gerenommeerde internationale orkesten. Ze treden ook op op muziekfestivals zoals de Salzburger Festspiele, Beethovenfest (Bonn), de Wiener Festwochen, het Rheingau Musik Festival en het Schleswig-Holstein Musik Festival.
Het repertoire van het duo omvat werken van Bach, Vivaldi, Mozart, Poulenc, Bartók, Stravinsky, Lutosławski en Fazıl Say.
Hun eerste officiële CD "Vivaldi Reflections" (2001) ontving in 2002 de ECHO Klassik-prijs. Hun tweede album was getiteld "1001 Nights" (2003). In 2002 werd een live-opname uitgebracht van een samenwerking met de Staatskapelle Dresden (Le Carnaval des Animaux, spreker: Günther Jauch).
De tweelingzusjes zijn in 2003 door het Turkse UNICEF-comité benoemd tot ambassadeurs van UNICEF en zijn betrokken bij kinderprojecten. Ze wonen allebei in Wenen.

### Privaat
- Ferhan Önder was getrouwd met de pianist Rico Gulda en zij hebben een dochter.[6]
- Ferzan Önder, aanvankelijk echtgenote van een Weense ondernemer,[1][7] is sinds 2009 getrouwd met multipercussionist Martin Grubinger en zij hebben een zoon.[8]

## Discografie
- 1998: Saint-Saens - Beethoven (Pan Classics)
- 2001: Vivaldi Reflections (EMI)
- 2002: Karneval der Tiere
- 2003: 1001 Nights (EMI)
- 2015: Carmina Burana (SONY)
- 2019: Karneval der Tiere (SONY)
- 2019: Ferhan&Ferzan Önder play Fazil Say  (WINTER&WINTER)